# SV Wattenscheid

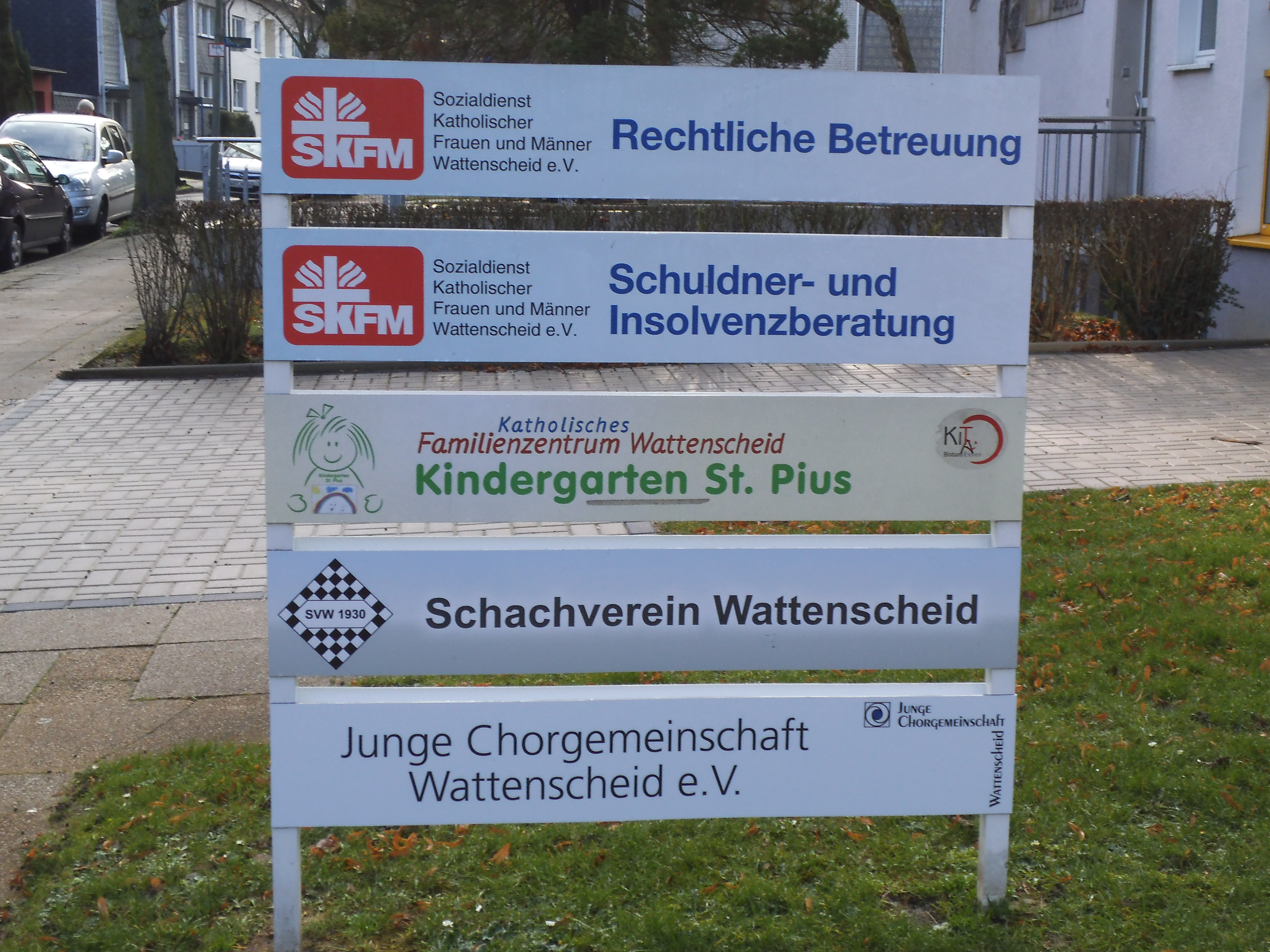
Hinweisschild vor dem ehemaligen Vereinsheim des SV Wattenscheid

Der Schachverein Wattenscheid 1930 ist ein Schachverein aus dem Bochumer Stadtbezirk Wattenscheid. Zu den größten Erfolgen des Vereins gehört der Gewinn der deutschen Meisterschaft im Blitzschach 2005.

## Gründungsjahre
Der Verein wurde am 23. Juli 1930 gegründet. Gründungs- und erstes Vereinslokal war das damalige Hotel Zum Adler an der Ecke Oststraße/Saarlandstraße in der Wattenscheider Innenstadt. Die Gründungsmitglieder waren Peter Koster, Ernst Rosendahl, Heinz Seideneck sowie Fritz und Matthias Wittlich. Noch im Gründungsjahr stieg die Mitgliederzahl auf 30, der Spielbetrieb im Schachkreis Bochum konnte aufgenommen werden.
Die Wattenscheider Spieler Ernst Rosendahl (1930) und Theo Fontein (1931) gewannen die Wattenscheider Stadtmeisterschaft, Karl Schmitt (1930) die Bezirksmeisterschaft.
Die erste Phase der Vereinsaktivität war jedoch nur kurz: Zum Jahr 1933 war sie ganz zum Erliegen gekommen, um dann aber gegen Mitte der 1930er-Jahre mit einer Mitgliederzahl von 45 wiederaufzuleben. Während des Zweiten Weltkriegs gab es keinerlei Vereinsaktivität.

## Nachkriegsjahre
Die Neugründung erfolgte in der Nachkriegszeit im September 1945. Spiellokal war das Lokal Steinke, An der Papenburg. 1 Vorsitzender des Vereins wurde Fritz Wittlich, ab 1948 Max Pernecker. 1948 wurde auch die Jugendabteilung gegründet. Die Spieler der Jugendabteilung kamen aus der Schulschachgruppe der Märkischen Schule, welche Wattenscheids Jungengymnasium war. Der verantwortliche Lehrer war Reinhard Cherubim (1906–1980). Cherubim war auch der beste Spieler des Vereins in den 1950er-Jahren: Zwischen 1948 und 1960 gewann er bis auf eine Unterbrechung alle Wattenscheider Stadtmeistertitel und Bochumer Bezirkseinzelmeisterschaften. Spielstätte war in den 1950er- bis 1960er-Jahren zunächst die Gaststätte Wintergarten in der Weststraße, dann die Gaststätte des Bahnhofs Wattenscheid.
Die Jugendmannschaft wurde ohne Unterbrechung von 1953 bis 1972 zwanzig Mal hintereinander Jugendmannschaftsmeister des Schachbezirks. Der spielstärkste Jugendspieler Wattenscheids in den 1960er-Jahren war Dieter Buchenthal. Nachdem Max Pernecker 1964 aus Altersgründen als Vereinsvorsitzender zurückgetreten war, übernahm Reinhard Cherubim für zwei Jahre als Interimslösung den Vorsitz. Neuer Vorsitzender von 1966 bis 1972 war Günter Schäfer, danach Hans Wippich, der schon seit 1930 für den Verein spielte. Mäzen wurde Otto Lange, nach dem ein Schnellschachturnier des Vereines benannt ist.
Durch Vermittlung von Martin Schlitte wurde im Wattenscheider Osten ein neues Vereinsheim gefunden: das Ludwig-Steil-Haus der evangelischen Kirchengemeinde. Die 1. Mannschaft stieg 1974 aus der Verbandsliga in die Regionalliga auf, spielte 1979 in der NRW-Klasse und 1980 in der NRW-Liga, der dritthöchsten deutschen Spielklasse. 1981 stieg Wattenscheid in die 2. Liga auf. Die Jugendmannschaft spielte 1983 zum ersten Mal in der höchsten Jugendspielklasse, der NRW-Jugendliga.

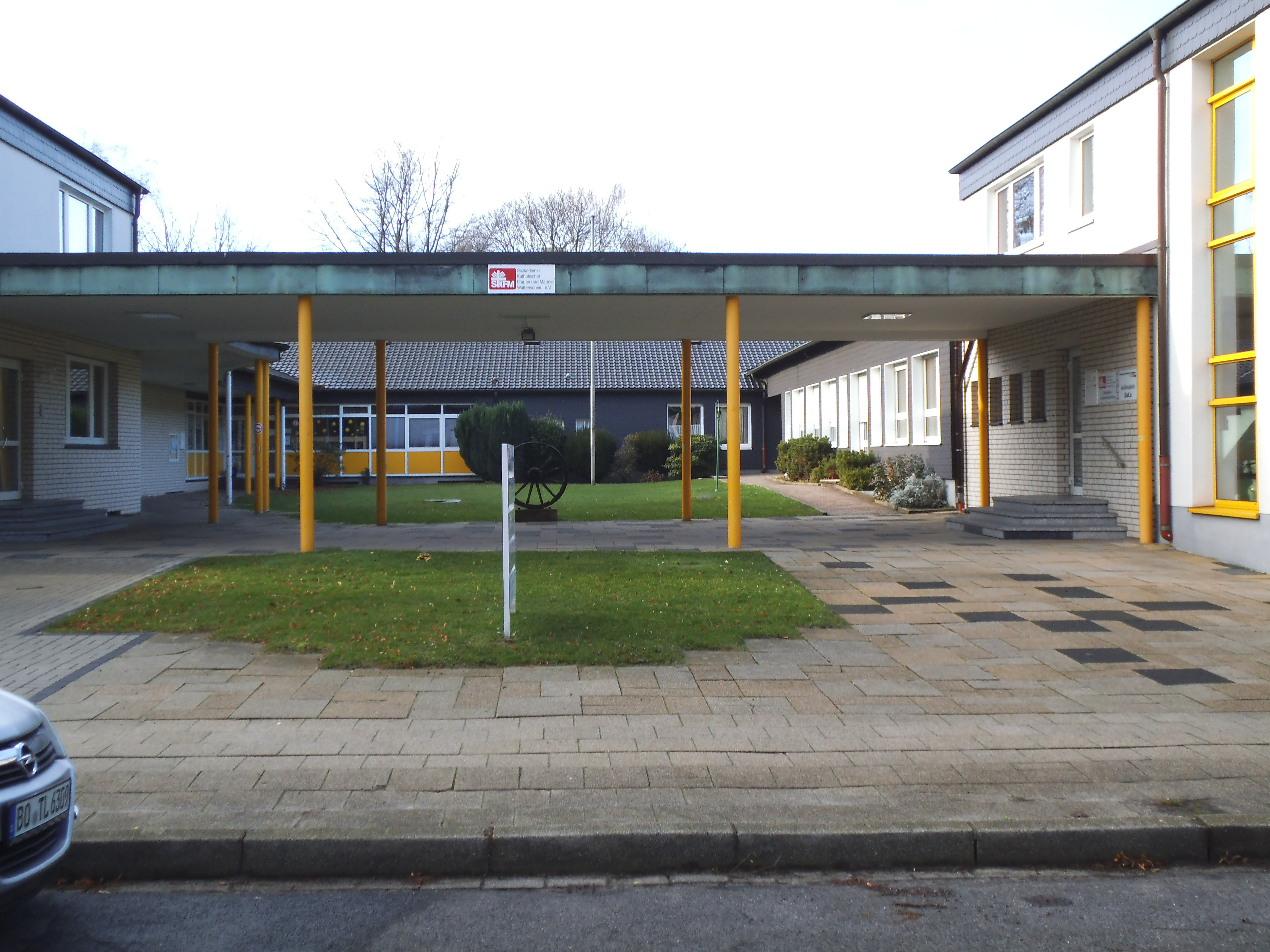
Ehemaliges Vereinsheim des SV Wattenscheid, Begegnungsstätte St. Pius

Präsident in den 1980er-Jahren war Martin Schlitte. Zum 60. Jubiläum des Vereins 1990 wurde der ehemalige Schachweltmeister Michail Tal für eine Simultanschachvorstellung gegen 40 Gegner in der Sparkasse Wattenscheid verpflichtet.
In der Saison 1987/88 spielte Wattenscheid zum ersten Mal in der höchsten deutschen Spielklasse, der Schachbundesliga. Am ersten Brett in der Saison spielte Hans Hermesmann, die beste Elo-Leistung hatte Ralf Schlehöfer. Die Mannschaft stieg als Tabellenletzter wieder ab. Vom Wiederaufstieg 1998 bis 2014 war Wattenscheid ununterbrochen erstklassig. 2014 zog sich die erste Mannschaft der Männer aus der Schachbundesliga zurück, heute spielt die Mannschaft in der drittklassigen NRW-Oberliga.
2005 gewann die Mannschaft in Wattenscheid die deutsche Meisterschaft im Blitzschach mit der Aufstellung Peter Heine Nielsen, Alexander Rustemow, Ralf Appel, Volkmar Dinstuhl und Timo Sträter.
Die Wattenscheider Frauenmannschaft spielte für eine Saison, 2012/13 in der höchsten deutschen Spielklasse, der Frauenbundesliga, stieg jedoch mit 0:22 Mannschaftspunkten sofort wieder ab. Am ersten Brett in der Bundesliga spielte für Wattenscheid Clara Wirths, die Spielerin mit der höchsten Elo-Leistung war Regina Büchle.
Mit Stand Oktober 2023 ist Tanja Kraus die 1. Vorsitzende. Das Spiellokal ist die Katholische Erwachsenen- und Familienbildungsstätte, Gertrudenhof 25 in 44866 Bochum-Wattenscheid-Mitte. Die erste Mannschaft spielt in der dritthöchsten Liga, der Oberliga NRW, die Frauenmannschaft wurde mangels Spielerinnen aufgelöst. Es sind vier Mannschaften gemeldet, angefangen von der NRW-Oberliga, NRW-Klasse, Verbandsklasse bis zur Bezirksliga.